# Treinramp bij Schiedam (1856)

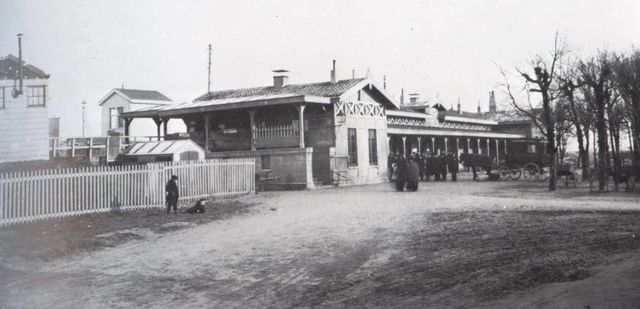
Station Schiedam (1847-1889)

Op 10 augustus 1856 kwamen twee passagierstreinen met elkaar in botsing op de Spoorlijn Amsterdam - Rotterdam dicht bij Delfshaven tussen Station Schiedam Centrum en Station Rotterdam Centraal in Nederland. Twee wagons werden verwoest en een derde liep veel schade op. Drie passagiers overleefden de botsing niet en op zijn minst negen anderen raakten gewond.
Dit was het eerste grote treinongeval in Nederland waarbij doden vielen.
Na het ongeval was er grote vraag naar betere veiligheidsmaatregelen. De directeuren werden zwaar bekritiseerd omdat er een maand na het ongeval nog steeds geen betere veiligheidsmaatregelen waren en ook omdat er bijna een gelijkaardig ongeluk gebeurde. Later werd er een blokstelsel geïnstalleerd en kregen alle treinen een achterlicht om gelijkaardige ongelukken te voorkomen. 

## Gebeurtenis
Op de avond van 10 augustus 1856 vertrok de voorlaatste trein van Amsterdam naar Rotterdam van de Hollandsche IJzeren Spoorweg-Maatschappij op de Spoorlijn Amsterdam - Rotterdam met een vertraging vanaf Station Den Haag Centraal. De trein was verder vertraagd omdat het die avond op alle stations zeer druk was. De trein verliet Station Schiedam Centrum om 23.07 uur. Nadat de trein vertrok, liet de stationschef van het station de laatste trein van De Haag zeven minuten wachten voordat hij door mocht. Op dat moment was er geen spoorbeveiliging behalve dat een passagierstrein 10 minuten moest wachten na het vertrek van de vorige trein voordat hij mocht vertrekken. Maar de stationschef vond zeven minuten genoeg, omdat de volledige route tussen Schiedam en Rotterdam maar 8 minuten duurde.
De voorlaatste trein werd gestopt door de bestuurder dicht bij Delfshaven, omdat hij een schok waarnam. De trein had een lege wagon geraakt die op het spoor stond. Na inspectie en nadat de wagon van het spoor werd geduwd door de conducteurs, reed de trein op lage snelheid verder. Kort daarop ramde de laatste trein de voorlaatste trein. De achterste twee wagons van de voorlaatste trein ontspoorden en de derde werd half verwoest maar bleef achter de trein. De bestuurder van de voorlaatste trein had dat niet door en reed verder naar Rotterdam. De trein arriveerde daar met de half verwoeste wagon. Twee passagiers in de tweede wagon werden eruit geslingerd en waren licht gewond. De laatste wagon met derdeklaspassagiers was helemaal verwoest. Van de acht of negen mensen die in deze wagon zaten overleden er drie. Vijf passagiers waren zwaar gewond en anderen waren licht gewond.

### Reddingswerk
Toen de trein in Rotterdam arriveerde en werd opgemerkt dat er een ongeluk was gebeurd was mr. Roosdorp per locomotief naar de plaats van het ongeluk gegaan. Artsen die gearriveerd waren boden eerste hulp aan. De doden en vier zwaar gewonde passagiers werden in de wagon van de laatste trein getransporteerd naar het station van Rotterdam en arriveerden daar om 0.45 uur. Van daaruit werden ze getransporteerd naar het Coolsingelziekenhuis. De snelle hulp werd persoonlijk geleid door de directeur van het ziekenhuis, Jan Bastiaan Molewater.

## Slachtoffers
De personen die stierven die dag waren:
- Hendrik van der Kolk uit Rotterdam, hij was organist in Delft.
- Cornelis Geenemans, hij was biljartmaker die werd geboren en woonachtig was in De Haag.
- C.W.M. Steinheuer uit Amsterdam.

Vier mensen hadden chirurgie of amputaties in het Coolsingelziekenhuis in Rotterdam en één persoon werd gehospitaliseerd in Schiedam. Dit waren:
- Jacobus Molenaar, een 35-jarige timmerman die werd geboren in Woerden en in Hellevoetsluis woonachtig was. Hij had hoofd- en rugverwondingen.
- Jacobus Paulus de Heer, een 23-jarige timmerman die werd geboren in Den Haag en werkte in Hellevoetsluis. Hij had verwondingen bij zijn arm.
- Nicolaas Nieuwenhout, een 28-jarige biljartmaker die in De Haag woonachtig was. Hij had verwondingen aan zijn hoofd en benen.
- Maria Verhagen, een 45-jarige dienstbode die was geboren in Utrecht en werkte in Rotterdam. Ze had zware verwondingen aan haar benen.
- Een onbekend persoon die werd gehospitaliseerd in Schiedam.